# زايدو يوسف
زايدو يوسف (بالفرنسية: Zaydou Youssouf)‏ (11 يوليو 1999 ببوردو في فرنسا - ) هو لاعب كرة قدم فرنسي في مركز الوسط.

## روابط خارجية
- زايدو يوسف على موقع رابطة كرة القدم الفرنسية للمحترفين (الإنجليزية)
- زايدو يوسف على موقع قاعدة بيانات كرة القدم.إي يو (الإنجليزية)
- زايدو يوسف على موقع ليكيب (الفرنسية)
- زايدو يوسف على موقع ناشيونال فوتبول تيمز (الإنجليزية)
- زايدو يوسف على موقع Soccerway.com (الإنجليزية)
- زايدو يوسف على موقع عالم كرة القدم.نت (الإنجليزية)